# Henri Bonnard (Linguist)
Henri Bonnard (* 30. Juli 1915 in Lyon; † 19. November 2004) war ein französischer Linguist und Romanist.

## Leben
Bonnard habilitierte sich 1972 in Paris III bei Robert-Léon Wagner mit der Thèse De l'application des théories linguistiques modernes dans l'enseignement aux trois niveaux. Sein bedeutendstes Werk sind die Kurzmonographien zur französischen Sprachwissenschaft, die im Grand Larousse de la langue française in 7 Bänden (Paris 1971–1978) versteckt sind und die etwa 600 Lexikonseiten umfassen. Sie können inzwischen online (mittels Gallica) kostenlos konsultiert werden.

## Werke
- Grammaire française des lycées et collèges pour toutes les classes du 2d degré, Paris 1950, 6. Auflage 1962
- Notions de style, de versification et d'histoire de la langue française, Paris/Guéret 1953
- (zusammen mit Raymond Arveiller [1914–1997]) Exercices de grammaire pour la 4e et la 3e, Paris 1954
- (zusammen mit Raymond Arveiller) Exercices de style, de versification et d'histoire de la langue française, Paris 1957
- (zusammen mit Maurice Nouri) Leçons de grammaire et d'orthographe, Paris 1959
- (zusammen mit Hanno Leisinger und Walter Traub) Grammatisches Wörterbuch, Dortmund 1970
- De la linguistique à la grammaire. Initiation à la linguistique générale des étudiants et des enseignants, Paris 1974
- Synopsis de phonétique historique, Paris 1975, 5. Auflage 1995
- Code du français courant, Paris 1981
- Procédés annexes d'expression, Paris 1982
- (zusammen mit Claude Régnier [1914–2000]) Petite grammaire de l'ancien français, Paris 1989, 5. Auflage 1995
- Grammaire française à l'usage de tous, Paris 1997
- Les trois logiques de la grammaire française, Brüssel 2001